# دنيس هارتلي
دنيس هارتلي (بالإنجليزية: Dennis Hartley)‏ هو لاعب دوري الرغبي بريطاني، ولد في 9 أبريل 1936 في همسوورث ‏ في المملكة المتحدة.